# Tower of Terror (Dreamworld)
Pour les articles homonymes, voir Tower of Terror (homonymie).
Tower of Terror II est un parcours de giga montagnes russes lancées navette situé à Dreamworld, sur la Gold Coast, en Australie.  Ouvert depuis le 23 janvier 1997, il a été construit par Intamin. À cette date, il est nommé parcours de montagnes russes en métal le plus rapide au monde, deux mois avant l'ouverture de Superman: The Escape qui le rejoint sur la première place du podium avec la même vitesse enregistrée.
Le 24 octobre 2019, le parc a annoncé la fermeture de la Tour de la Terreur II le 3 novembre de la même année, afin de laisser la place au développement futur et à l'expansion du parc. Le parc a également confirmé que The Giant Drop continuerait à fonctionner normalement, la piste Tower of Terror II étant retirée de la structure de la Dreamworld Tower au fil du temps.

## Description
Les véhicules pouvant accueillir jusqu'à quinze passagers sont nommés Escape Pod. Ils sont lancés grâce à un système de catapultage électromagnétique jusqu'à 160,9 km/h en sept secondes. Le rail prend alors une position verticale à 90° de la gare d'embarquement.
Le véhicule grimpe la centaine de mètres de haut avant qu'il ne perde complètement de la vitesse et exécute la descente en marche arrière donnant aux passagers la sensation de légèreté pendant 6,5 secondes. Le véhicule rentre en gare en marche arrière avant d'être stoppé.
Il existe des polémiques autour de ce type d'attractions que certains ne classent pas dans la catégorie des montagnes russes. À cause de cela, l'attraction est souvent absente des listes de records.